# پروژه فدورا
پروژه فدورا یک پروژه جامعه محور برای هماهنگ کردن توسعه سیستم عامل لینوکس-بنیان فدورا است که توسط شرکت بزرگ رد هت و شرکت‌های دیگر پشتیبانی می‌شود. این پروژه در سال ۲۰۰۳ در نتیجه ادغام بین پروژه‌های رد هت لینوکس و فدورا لینوکس بنیان‌گذاری شد. این پروژه تنها شامل کارمندان رد هت نیست بلکه ۷۵ درصد از مشارکت کنندگان در پروژه فدورا از اعضای جامعه از سراسر جهان هستند.

## تاریخچه
پروژه فدورا در ۲۲ سپتامبر ۲۰۰۳ بنیان‌گذاری شد، زمانیکه شرکت رد هت تصمیم گرفت تا رد هت لینوکس را به ردهت انترپرایز لینوکس و فدورا، یک سیستم عامل جامعه-محور، تقسیم کند 